# الحامور (عبس)

تعديل مصدري - تعديل

الحامور هي إحدى قرى عزلة الوسط بمديرية عبس التابعة لمحافظة حجة، بلغ تعداد سكانها 280 نسمة حسب تعداد اليمن لعام 2004.